# Anthony Rodríguez
Pour les articles homonymes, voir Rodríguez.
Rodríguez  Morel est un nom espagnol. Le premier nom de famille, en général paternel, est Rodríguez ; le second, en général maternel, souvent omis, est Morel.
Anthony Jesús Rodríguez Morel, né le 8 octobre 1992 à Moca, est un coureur cycliste dominicain.

## Palmarès
- 2011
  - 4e étape de la Vuelta al Valle del Cibao
  - 2e étape du Clásico León Ureña
- 2012
  - 3e étape de la Vuelta a la Independencia Nacional
- 2013
  -  Champion de République dominicaine sur route espoirs
  - Clásico León Ureña
- 2014
  -  Champion de République dominicaine sur route espoirs
  - 3e du championnat de République dominicaine du contre-la-montre espoirs
- 2016
  - 1re étape de la Vuelta a la Independencia Nacional (contre-la-montre par équipes)
  - 3e étape de la Vuelta a Hispaniola
  - 2e du championnat de République dominicaine sur route
- 2017
  - 1re étape de la Vuelta a la Independencia Nacional (contre-la-montre par équipes)
- 2018
  - 3e étape de la Vuelta a la Independencia Nacional
  - Tour de Fort Lee
  - Main Line Bike Race
- 2019
  - Batalla 30 de Marzo
  - Copa Cero de Oro :
    - Classement général
    - 2e étape
- 2020
  - Clásico León Ureña

## Classements mondiaux
| Année            | 2012 | 2013 | 2014 | 2015 | 2016 | 2017 |
| ---------------- | ---- | ---- | ---- | ---- | ---- | ---- |
| UCI America Tour | 269e |      |      |      | 187e | 490e |